# Tavukixipha devo
Tavukixipha devo är en insektsart som beskrevs av Otte, D. och Cowper 2007. Tavukixipha devo ingår i släktet Tavukixipha och familjen syrsor. Inga underarter finns listade i Catalogue of Life.